# Глусь, Степан Карлович
Степан Карлович Глусь (укр. Степан Карлович Глусь; род. 2 августа 1947, с. Маниковцы, Деражнянский район, Хмельницкая область) — украинский бизнесмен и политик. Бывший народный депутат Украины.

## Образование
Окончил Львовский техникум пищевой промышленности; Киевский технологический институт пищевой промышленности.

## Карьера
С 1987 года — директор ГП «Немировский спиртовой завод». Был членом ВО «Батькивщина».
Заслуженный работник промышленности Украины (2005).
С 2006 по 2007 год — народный депутат Украины V созыва от Блока Юлии Тимошенко, № 108 в списке. Член Комитета по вопросам аграрной политики и земельных отношений.
С 2007 по 2012 год — народный депутат Украины VI созыва от Блока Юлии Тимошенко, № 108 в списке. Заместитель председателя Комитета по вопросам аграрной политики и земельных отношений. Член депутатской фракции Партии регионов с 2011 года.